# Papudo
Papudo är en kommun i Chile.   Den ligger i provinsen Petorca Province och regionen Región de Valparaíso, i den centrala delen av landet, 130 km nordväst om huvudstaden Santiago de Chile.
I omgivningarna runt Papudo växer huvudsakligen savannskog. Runt Papudo är det ganska glesbefolkat, med 40 invånare per kvadratkilometer.